# Migmatit

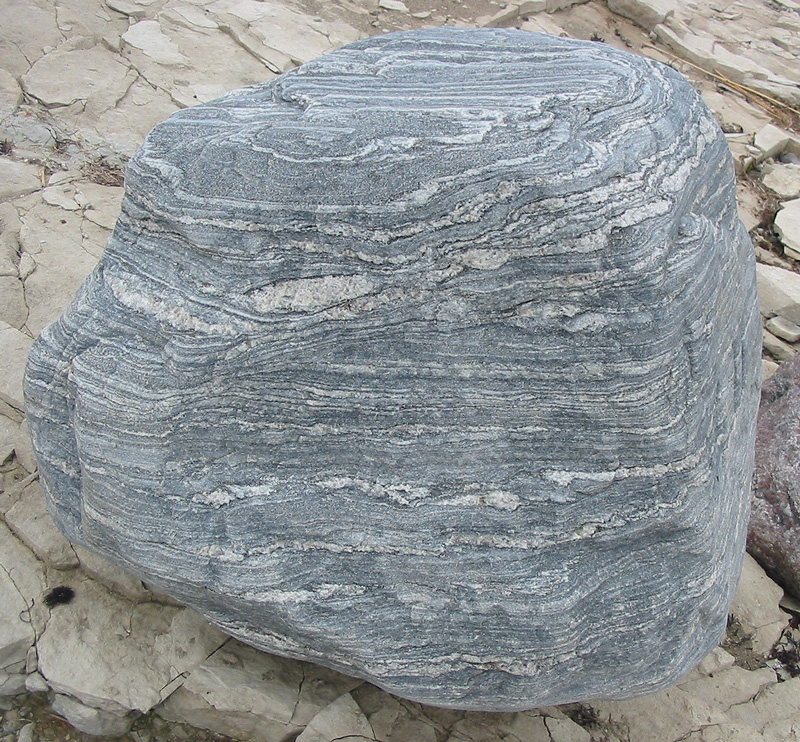
Mẫu migmatit ở bờ biển Saaremaa

Migmatit là một loại đá hỗn hơp của đá biến chất và đá mácma. Nó được tạo ra khi đá biến chất như gneiss bị tan chảy từng phần, và khi đó sự tái kết tinh tạo thành một loại đá mác ma, tạo ra một hỗn hợp của một phần đá biến chất chưa tan chảy với một phần các đá mác ma tái kết tinh. Loại đá này cũng được gọi là diatexit (hai kiến trúc).
Migmatit hình thành trong các điều kiện nhiệt độ cực kỳ cao của quá trình biến chất, khi có sự tan chảy từng phần của các đá có trước. Migmatit không được kết tinh hoàn toàn từ vật liệu nóng chảy, và nhìn chung không là sản phẩm của các phản ứng ở trạng thái rắn. Thông thường, migmatit xuất hiện trong các đá bị biến dạng mạnh có mặt ở chân của các dãy núi bị bào mòn, đặc biệt trong các khối núi nền cổ tưổi tiền Cambri.
Migmatit thường xuất hiện ở dạng các đai mạch bị uốn nếp, có kết cấu chặt sít, và các tổ hợp granit sáng màu được gọi là leucosome, bênt rong các vật liệu sẫm màu giàu amphibole và biotit được gọi là melanosome. Nếu gặp loại mesosome, thì loại này có màu sắc trung gian giữa leucosome và melanosome, chúng chủ yếu là tàn dư chưa bị biến đổi ít nhiều của các đá ban đầu.

## Sự sắp xếp và dải màu
Leucosome là thành phần sáng màu nhất của megmatit. Melanosome là thành phần sẫm màu hơn, và nằm giữa hai leucosomes, hoặc nếu có các thành phần tàn dư của đá có trước bị biến đổi ít nhiều thì chúng cũng có mặt, nó được sắp xếp thành những vầng xung quanh các thành phần tàn dư này. Khi có mặt, mesosome co màu trung gian giữa leucosome và melanosome.

## Kiến trúc
Kiến trúc của migmatit là sản phẩm của sự mềm hóa do nhiệt của các đá biến chất. Kiến trúc Schlieren đặc biệt phổ biến về sự hình thành granit trong migmatit, và được quan sát trong các thể tù tàn dư (restite) và xung quanh rìa của khối granit kiểu S.
Các nếp uốn ptygmatic được hình thành bởi sự biến dạng dẻo cao tạo ra các dải gneiss, và sự biến dạng này có ít hoặc không có mối quan hệ nào với sự phân phiến của đá, không giống như các nếp uốn thường gặp khác. Các nếp nuốn ptygmatic có thể xuất hiện hạn chế trong các đới thành phần của migmatit, ví dụ các đá phiến sét protolith hạt mịn so với các đá cát protolith hạt thô.
Khi đá trải qua quá trình tan chảy từng phần một số khoáng vật sẽ tan chảy (neosome, hình thành khoáng vật mới), trong khi các khoáng vật khác vận tồn tại ở dạng rắn (paleosome, thành tạo cổ hơn). Neosome tạo thành các khu vực sáng màu (leucosome), sẫm màu (melanosome) trên đá. Leucosome nằm ở trung tâm của các lớp và được cấu tạo chủ yếu là thạch anh và feldspar. Melanosome bao gồm các khoáng vật như cordierit, hornblend và biotit và tạo nên các vùng rìa của neosome.